# Diplodoma
Diplodoma is een geslacht van vlinders van de familie van de zakjesdragers (Psychidae).

## Soorten
- Diplodoma adspersella Heinemann, 1870
- Diplodoma laichartingella (Goeze, 1783) - dubbelzakdrager
- Diplodoma samurica Zagulajev, 1992
- Diplodoma talgica Zagulajev, 1993
- Diplodoma taurica Zagulajev, 1986